# توماس كونراد بورتر
توماس كونراد بورتر (بالإنجليزية: Thomas Conrad Porter)‏  (و. 1822 – 1901 م) هو عالم نبات من الولايات المتحدة الأمريكية .